# Maria Rita

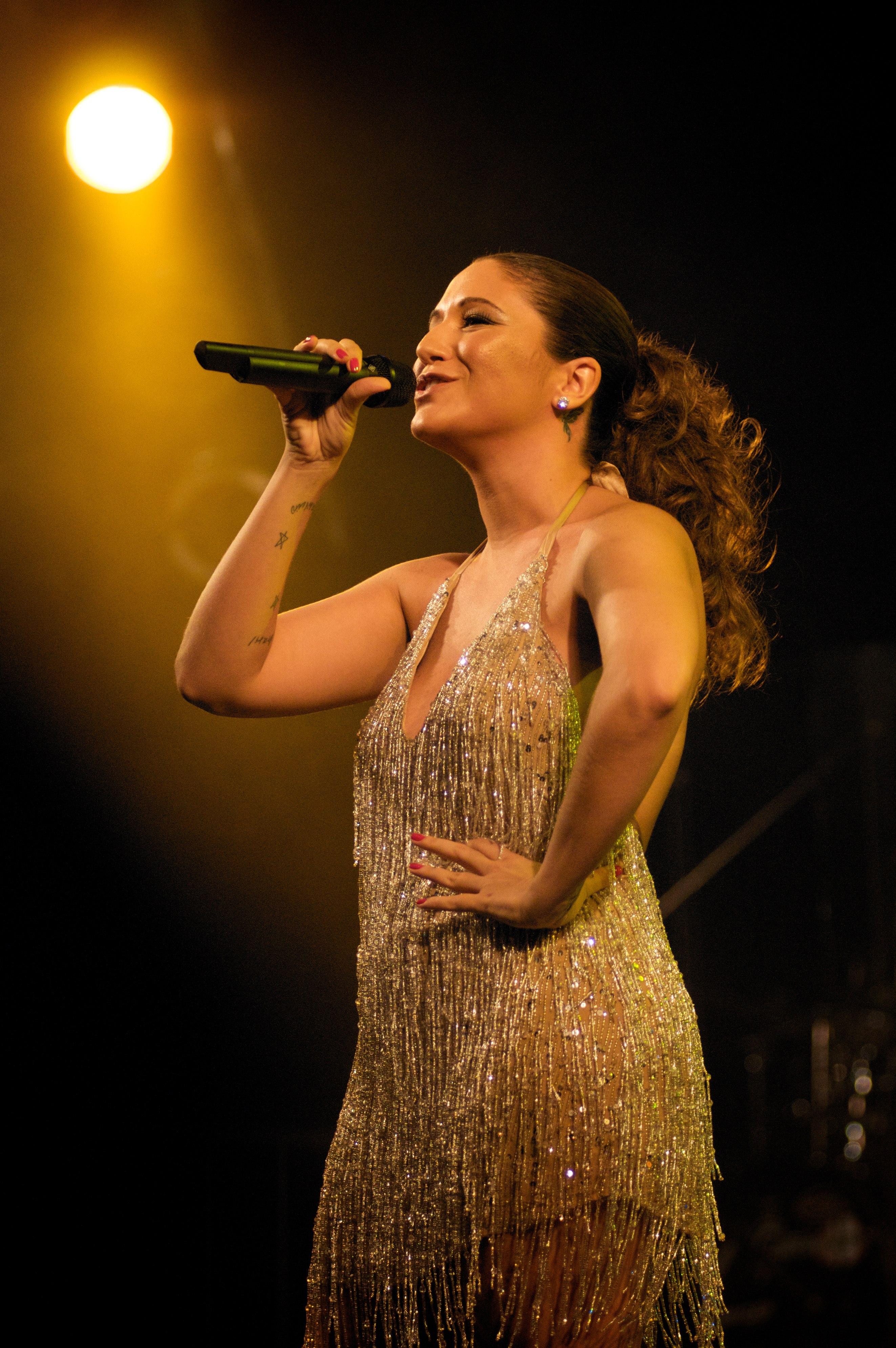
Maria Rita (2009)

Maria Rita (eigentlich Maria Rita Costa Camargo Mariano; * 9. September 1977 in São Paulo) ist eine brasilianische Popsängerin.

## Leben
Maria Rita ist die Tochter von Elis Regina und César Camargo Mariano. Sie begann ihre Karriere mit 24 Jahren. Von ihrem 2003 erschienenen Debütalbum Maria Rita wurden in Brasilien 500.000 Stück verkauft. Sie erhielt für dieses Album den Latin Grammy in drei Kategorien: Entdeckung des Jahres, beste Scheibe der MPB und beste brasilianische Sängerin.
Sie lebte acht Jahre in den Vereinigten Staaten von Amerika, wo sie sich an der Universität von New York mit sozialer Kommunikation, Journalismus und lateinamerikanischen Studien beschäftigte. Sie ist auch mit Milton Nascimento auf der Produktion Pieta zu hören, wo sie in Tristesse ein Duett singen. Auch dafür erhielt sie 2003 einen Latin Grammy. Mit dem uruguayischen Musiker Jorge Drexler nahm sie das Stück Soledad auf dessen CD 12 segundos de oscuridad auf.
2006, 2011 und 2016 gab Maria Rita Konzerte am Montreux Jazz Festival, die – wie am Festival üblich – aufgenommen wurden. Die Konzertaufnahmen sind Bestandteil des Nachlasses zum Montreux Jazz Festival, der 2013 als Weltdokumentenerbe der UNESCO registriert wurde.

## Diskografie
| Jahr | Titel       | Höchstplatzierung, Gesamtwochen, AuszeichnungChartsChartplatzierungen (Jahr, Titel, Platzierungen, Wochen, Auszeichnungen, Anmerkungen) | Anmerkungen       |
| Jahr | Titel       | PT | Anmerkungen       |
| ---- | ----------- | --- | ----------------- |
| 2003 | Maria Rita  | PT1 Gold · (28 Wo.)PT | Warner Latina     |
| 2005 | Segundo     | PT5 Gold · (17 Wo.)PT | Warner Latina     |
| 2007 | Samba meu   | PT13 (5 Wo.)PT | Wea International |
| 2012 | Redescobrir | PT30 (1 Wo.)PT | Universal Music   |

Weitere Alben
- 2004: Maria Rita – Maria Rita (DVD, Warner Music Group Germany)
- 2006: Maria Rita – Segundo Ao Vivo (DVD, Warner Music Group Germany)
- 2011: Elo (CD, Wea International)